# Kirsten Normann Andersen
Kirsten Normann Andersen, née le 28 avril 1962 à Aarhus (Danemark), est une femme politique danoise, membre du Parti populaire socialiste.

## Biographie
Kirsten Normann Andersen est infirmière de profession, à partir de 1986. En 1996, elle commence à travailler pour le syndicat FOA (en), qui rassemble des employés du secteur public. Elle devient la présidente de la branche du syndicat à Aarhus en 2003.
Elle est candidate aux élections européennes de 2004 sur la liste du Mouvement populaire contre l'Union européenne menée par Ole Krarup, mais ne remporte pas de siège.
Engagée au sein du Parti populaire socialiste, elle est candidate aux élections législatives de juin 2015 dans le Jutland de l'Est. Elle ne parvient pas à remporter de siège, mais devient la première suppléante de son parti dans la circonscription. À ce titre, elle devient députée au Folketing en août 2016 pour succéder au député et ancien ministre Jonas Dahl, démissionnaire. Elle devient alors la porte-parole de son groupe parlementaire sur les questions de santé, de personnes âgées, de handicap, de logement et de citoyenneté.
Elle est réélue pour un mandat complet lors des élections législatives de juin 2019. Lors de son deuxième mandat, elle est présidente de la commission parlementaire pour les affaires sociales et les personnes âgées. Elle devient également la porte-parole de son groupe pour la réduction de la bureaucratie et, à partir de 2020, pour les questions d'épidémie. 
Elle est de nouveau réélue lors des élections législatives anticipées du 1er novembre 2022. Après le scrutin, elle conserve ses rôles de porte-parole de son groupe parlementaire pour la santé, les épidémies, les personnes âgées et la réduction de la bureaucratie. Elle devient également présidente de la commission parlementaire sur les personnes âgées en janvier 2023.